# Lil Baby

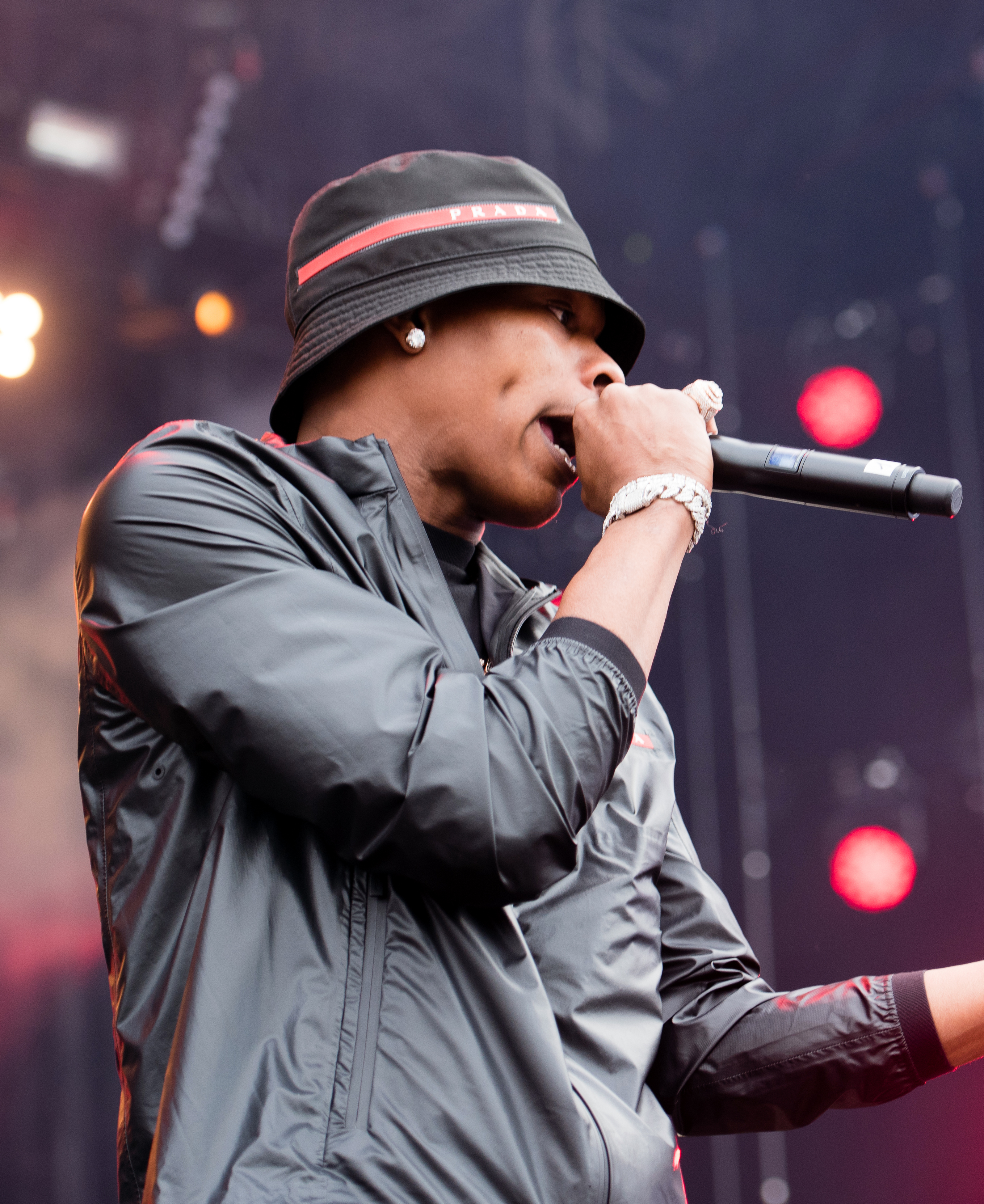
Lil Baby

Lil Baby, właściwie Dominique Armani Jones (ur. 3 grudnia 1994 w Baltimore) – amerykański raper oraz autor tekstów. Najbardziej znanych z takich utworów, jak "Drip too Hard", "Freestyle", "Yes Indeed" oraz "We Paid" Współpracował z wieloma artystami, m.in. z Lil Wayne, Drake, Future, Meek Mill

## Kariera
14 kwietnia 2017 Lil Baby wydał swój pierwszy mixtape, zatytułowany Perfect Timing. Do najpopularniejszych utworów z tego mixtape należą: "Option", "Days Off", "Racks In". Niecałe 2 miesiące później Jones wydał swój drugi mixtape zatytułowany Harder Than Hard, w którym wystąpił m.in. Young Thug. 9 października 2017 roku Jones wydał mixtape współpracy z bliskim przyjacielem i raperem  Marlo, 2 The Hard Way. Ten projekt nie przykuł tak dużej uwagi, jak poprzednie dwa mixtape'y. O Lil Babym zaczęło się robić głośno dzięki swojemu mixtape'owi Too Hard z grudnia 2017 roku, w którym znalazł się hitowy singiel „Freestyle”.
18 maja 2018 roku Lil Baby wydał swój debiutancki album studyjny, Harder Than Ever, który zadebiutował na trzecim miejscu amerykańskiej listy Billboard 200. Album był promowany przez single: "Southside" oraz „Yes Indeed” (wraz z raperem Drake). Album w Stanach Zjednoczonych został platynową płytą
Po wydaniu Harder Than Ever, 5 października 2018 roku wydał swój wspólny mixtape pt. Drip Harder z innym raperem i bliskim przyjacielem, Gunną. Mixtape został bardzo dobrze przyjęty, a także wyróżniał się głośnym udziałem wielu światowej klasy raperów. Mixtape ten uzyskał status platynowej płyty.
Jeszcze w tym samym roku wydał kolejny mixtape, zatytułowany Street Gossip. Mixtape nie odbił się tak dużym echem jak poprzedni, choć w niedługim czasie zdobył status złotej płyty.
15 listopada 2019 r. Lil Baby wydał pierwszy singiel promujący jego najbliższą płytę, pt. "Catch the Sun". 10 stycznia 2020 r. Jones wydał drugi singiel "Sum 2 Prove”.
28 lutego 2020 roku ukazał się jego drugi album studyjny My Turn i zadebiutował na pierwszym miejscu listy Billboard 200. Ponad 12 utworów z tego albumu zadebiutowało  na liście Bilboard Hot 100.
4 czerwca 2021 roku Lil Baby wydał album The Voice of the Heroes we współpracy z Lil Durkiem. Album ten sprzedał się w ilości 150.000 kopii. 
14 października 2022 roku Dominique wydał swój trzeci solowy album It's Only Me. Sprzedał się on w ilości 216.000 kopii co jest najlepszym osiągnięciem, jeśli chodzi o albumy rapera. 23 utwory z tego krążka zadebiutowały na liście Bilboard Hot 100. 